# Liste der Pfarren im Dekanat Tainach/Tinje
Das Dekanat Tainach/Tinje ist ein Dekanat der römisch-katholischen Diözese Gurk.

## Pfarren mit Kirchengebäuden
| Ort                       | Patrozinium               | Kirchengebäude | Bild |
| Grafenstein               | Hl. Stephanus             | Pfarrkirche Grafenstein Filialkirche Saager                                                                               |      |
| Gurnitz                   | Hl. Martin                | Pfarrkirche Gurnitz |      |
| Mieger/Medgorje           | Hl. Bartholomäus          | Pfarrkirche Mieger |      |
| Ottmanach                 | Hl. Margareta             | Pfarrkirche Ottmanach Filialkirche Magdalensberg                                                                          |      |
| Poggersdorf               | Hl. Jakobus der Ältere    | Pfarrkirche Poggersdorf Filialkirche Dolina, Filialkirche Leibsdorf, Filialkirche St. Andrä in Wutschein/Bučinja vas      |      |
| Radsberg/Radiše           | Hl. Lambert               | Pfarrkirche Radsberg/Radiše                                                                                               |      |
| Rottenstein/Podgrad       | Hl. Magdalena             | Pfarrkirche Rottenstein/Podgrad                                                                                           |      |
| St. Filippen              | Hl. Philippus und Jakobus | Pfarrkirche St. Filippen (bei Reinegg) Filialkirche Christofberg, Filialkirche Eppersdorf                                 |      |
| St. Michael ob der Gurk   | Hl. Michael               | Pfarrkirche St. Michael ob der Gurk Filialkirche Linsenberg                                                               |      |
| St. Peter bei Grafenstein | Hll. Peter und Paul       | Pfarrkirche St. Peter bei Grafenstein Filialkirche Thon                                                                   |      |
| St. Thomas am Zeiselberg  | Hl. Thomas                | Pfarrkirche St. Thomas am Zeiselberg Filialkirche St. Laurentius (St. Lorenzen), Filialkirche Hörtendorf, St. Margarethen |      |
| Tainach/Tinje             | Mariä Himmelfahrt         | Pfarrkirche Tainach/Tinje Filialkirche Wabelsdorf/Vabnja vas, Filialkirche Eiersdorf/Virna vas                            |      |
| Timenitz                  | Hl. Georg                 | Pfarrkirche Timenitz Filialkirche Freudenberg                                                                             |      |

## Dekanat Tainach/Tinje
Das Dekanat umfasst 13 Pfarren.

## Dechanten
- seit 2004 Anton Opetnik, Pfarrer in Grafenstein[1][2]